# Psychotria insignis
Psychotria insignis är en måreväxtart som beskrevs av Paul Carpenter Standley. Psychotria insignis ingår i släktet Psychotria och familjen måreväxter. Inga underarter finns listade i Catalogue of Life.